# Coca-Cola Beverages Florida
Coca-Cola Beverages Florida, LLC, kallas enbart Coke Florida, är en amerikansk dryckestillverkare som producerar och distribuerar olika produkter som läskedrycker, energidrycker, juicer, fruktdrycker, kaffe, teer och vatten från olika uppdragsgivare, dock främst från den amerikanska multinationella dryckestillverkaren The Coca-Cola Company. De säljer sina drycker enbart i delstaten Florida.
Företaget grundades den 30 mars 2015 av Reginald Goins och Troy Taylor efter de blev tilldelade dryckes- och distributionsrättigheter i de centrala delarna av delstaten från The Coca-Cola Company.
Coke Florida omsätter årligen omkring $1,2 miljarder och har en personalstyrka på fler än 4 600 anställda. Huvudkontoret ligger i Tampa i Florida.

## Varumärken
Ett urval av varumärken som de producerar/säljer:
- Coca-Cola
- Coca-Cola Life
- Coca-Cola Zero Sugar
- Dasani
- Diet Coke
- Dunkin' Donuts (kaffe)
- Fanta
- Fanta Zero
- Fresca
- Fuze Iced Tea
- Mello Yello
- Mello Yello Zero
- Minute Maid
- Monster Energy
- Powerade
- Powerade Zero
- Seagram
- Smartwater
- Sprite
- Sprite Zero
- Surge
- Vitaminwater
- Vitaminwater Zero
- Zico